# 1698 Christophe
Az 1698 Christophe (ideiglenes jelöléssel 1934 CS) a Naprendszer kisbolygóövében található aszteroida. Eugène Joseph Delporte fedezte fel 1934. február 10-én.